# 廖婉君
廖婉君是台灣科學家，主要研究為人工智慧、無線網路、衛星通訊網路等。現為國立台灣大學副校長、電機工程學系講座教授。

## 生平
廖婉君畢業於國立交通大學後，在教授的鼓勵下負笈美國南加州大学攻讀博士。她於博士畢業後回台，並獲國立台灣大學聘任為電機工程學系助理教授，是該系首位女教師。而她後歷任副教授、教授，並於2023年時由時任校長陳文章指派為台大副校長。
廖婉君為電機電子工程師學會會員，並擔任該學會內多篇學報之副編輯。而她也曾在科技部、行政院研考會擔任公職。

## 榮譽
廖婉君被認為是通訊網路領域的佼佼者，在學術及科技領域對台灣貢獻良多。她也因此獲得中華民國十大傑出女青年、教育部學術獎、台灣傑出女科學家獎等獎項。電機電子工程師學會也將其列為學會傑出講師。